# Arsén Avákov
Arsén Borísovich Avákov (en ucraniano: Арсен Борисович Аваков, en armenio: Արսեն Բորիսի Ավակով; 2 de enero de 1964, Bakú, RSS de Azerbaiyán) es un funcionario y político ucraniano de origen armenio. Ministro del Interior de Ucrania en los años 2014-2021.
Diputado del Pueblo de Ucrania (2012–2014), Presidente de la Administración Estatal Regional de Járkiv (2005–2010). Miembro del Consejo Nacional de Seguridad y Defensa de Ucrania (2007–2008, 2014–2021), miembro del Comité Organizador de la Eurocopa-2012 (2007). Miembro de la Unión Nacional de Periodistas de Ucrania. Economista de Honor de Ucrania (2007).

## Biografía y carrera
Nació el 2 de enero de 1964 en Bakú, en el seno de una familia de tradición militar.
De nacionalidad armenia. Desde 1966 reside permanentemente en Ucrania
Ciudadano de Ucrania.
En 1990, fundó Investor SA, y en 1992 – Banco Comercial Basis. Durante la campaña presidencial de 2004, fue jefe adjunto de la sede en Járkiv de Víktor Yúshchenko, candidato a la Presidencia de Ucrania.
Tras la victoria de la Revolución Naranja, el 4 de febrero de 2005 fue nombrado Presidente de la Administración Estatal Regional de Járkiv por la orden presidencial.
El 9 de febrero de 2010, dos días después de la victoria de Víktor Yanukóvich en las elecciones presidenciales, Avákov dimitió como jefe de la Administración Estatal Regional de Járkiv, de conformidad con la parte 3 del artículo 31 de la Ley de la Función Pública de Ucrania, "desacuerdo de principio con la decisión de un órgano o funcionario estatal, así como obstáculos éticos para ocupar un cargo público".
El 21 de abril de 2010, se afilió al partido Batkivshchyna y aceptó la propuesta de Yulia Timoshenko de dirigir la organización regional de Batkivshchyna.
En octubre de 2010, participó en las elecciones a la alcaldía de Járkiv. Según Freedom News, como consecuencia de violaciones masivas, el resultado de las elecciones se modificó a favor del oponente progubernamental de Avákov, Hennadiy Kernes.
Desde otoño de 2011 hasta diciembre de 2012, estuvo en el exilio político en Italia debido a un proceso penal en Ucrania.
El 11 de diciembre de 2012, Avákov regresó a Ucrania y se archivó la causa penal contra él por ausencia de hecho delictivo (apartado 2 del artículo 6 del Código de Procedimiento Penal de Ucrania).
Tras los resultados de las elecciones parlamentarias de otoño de 2012, fue elegido diputado del Pueblo de Ucrania en las listas de la oposición unida del Batkivshchina.
Durante la Revolución de la Dignidad, fue uno de los comandantes del Euromaidán y se encargó de la infraestructura del campamento de protesta: barricadas, campamento de tiendas y cáterin.
El 27 de febrero de 2014, la Rada Suprema de Ucrania nombró a Arsén Avákov ministro del Interior de Ucrania.
Tras 100 días como ministro, Avákov mencionó entre sus principales logros la prevención de un escenario separatista en Járkiv, el restablecimiento de la Guardia Nacional y el éxito de la labor de la policía durante las elecciones presidenciales de 2014.
En vísperas de las elecciones parlamentarias de 2014, Arsén Avákov anunció su participación en un nuevo partido político, el Narodny Front, que incluye a legendarios comandantes del Batallones voluntarios.
El 2 de diciembre de 2014, la coalición formada en la Rada Suprema representada por los partidos Bloque Petro Poroshenko, Narodny Front, Samopomich, Partido Radical de Oleh Lyashko y Batkivshchina elaboró un nuevo gobierno, en el que Arsen Avakov conservó el cargo de ministro del Ministerio del Interior de Ucrania.
Tras la dimisión del segundo gobierno de Arseni Yatseniuk el 14 de abril de 2016 y la formación de un nuevo gobierno encabezado por Volodímir Groisman, Arsén Avákov conservó el cargo de ministro del Interior de Ucrania.
Arsén Avákov volvió a ocupar su antiguo cargo a propuesta del presidente ucraniano, Volodímir Zelenski. Fue confirmado en la nueva composición del Gabinete de Ministros de Ucrania el 29 de agosto de 2019 en la primera reunión de la Rada Suprema de la IX convocatoria, elegida en las elecciones anticipadas del 21 de julio de 2019. Para entonces, era el único ministro que había llegado a Ucrania tras el cambio de poder en 2014 y no había perdido su puesto.
En marzo de 2020, Avákov se incorporó al nuevo Gobierno de Denís Shmihal, que sustituyó al primer ministro Oleksiy Honcharuk.
El 13 de julio de 2021 presentó su carta de dimisión, que fue aceptada por la Rada Suprema de Ucrania el 15 de julio de 2021.
Avákov fue ministro del Interior de Ucrania del 24 de febrero de 2014 al 15 de julio de 2021, bajo el mandato del presidente en funciones Oleksandr Turchynov, de dos presidentes de Ucrania: Petro Poroshenko y Volodymyr Zelensky, y fue miembro de cinco gabinetes de ministros de Ucrania: dos gobiernos de Arseniy Yatsenyuk, los gobiernos de Volodymyr Groysman, Oleksiy Goncharuk y Denys Shmygal. Su cadencia duró 7 años, 4 meses y 21 días: es el periodo más largo de trabajo en el Gobierno en la historia de la Ucrania independiente.

## Resultados de trabajo

### Reforma del Ministerio del Interior
Avákov reformó radicalmente el sistema del Ministerio del Interior de Ucrania, como resultado de lo cual la Secretaría se convirtió en el órgano principal del sistema de los órganos centrales del poder ejecutivo en la formación y aplicación de la política estatal en el ámbito de la protección de los derechos y libertades de los ciudadanos, los intereses de la sociedad y del Estado de las usurpaciones ilegales, la lucha contra la delincuencia, la protección del orden público, la garantía de la seguridad pública, la seguridad vial, la protección y defensa de las instalaciones estatales especialmente importantes. En su coordinación se incluyeron la Policía Nacional, el Servicio Estatal de Guardia de Fronteras, el Servicio Estatal de Emergencias, la Guardia Nacional y el Servicio Estatal de Migración.
Bajo la dirección de Avákov, se llevaron a cabo depuraciones y recertificaciones a gran escala de agentes de policía en el sistema policial.
El 7 de noviembre de 2015 entró en vigor la Ley de Ucrania "Sobre la Policía Nacional", que puso fin al antiguo sistema policial soviético. La Policía de Patrulla de Ucrania, creada por iniciativa de Avákov, pasó a formar parte de la Policía Nacional.
Como resultado de la reforma a gran escala del sistema del Ministerio del Interior, llevada a cabo por iniciativa de Avákov, el nivel de confianza en las autoridades ejecutivas, que forman parte de la coordinación del Ministerio del Interior de Ucrania, ya en 2017 era:
Policía Nacional de Ucrania – 39,3%, incluida la Policía de Patrulla de Ucrania – 40,9%;
Servicio Estatal de Guardia de Fronteras de Ucrania – 46,4%;
Servicio Estatal de Emergencias de Ucrania – 50,5%;
Guardia Nacional de Ucrania – 52,6%;
En 2020:
Policía Nacional de Ucrania – 51%;
Servicio Estatal de Guardia de Fronteras de Ucrania – 62%;
Servicio Estatal de Emergencias de Ucrania – 64,2%;
Guardia Nacional de Ucrania – 64%.

### Creación de la Guardia Nacional de Ucrania y los Batallones de voluntarios
En marzo de 2014, por iniciativa del presidente en funciones Oleksandr Turchínov y del ministro del Interior ucraniano, Arsén Avákov, se creó la Guardia Nacional de Ucrania sobre la base de las Tropas del Interior del Ministerio del Interior de Ucrania y de voluntarios de la autodefensa Maidan.
Otra iniciativa de Arsén Avákov, que influyó notablemente en que el movimiento separatista prorruso se localizara en el este de Ucrania e impidió que la situación se desbordara en todo el país, fue la creación de Batallones de voluntarios (Dobrobats) bajo los auspicios del Ministerio del Interior, que aceptaban voluntarios mediante un procedimiento simplificado.
El batallón de voluntarios más famoso, "Azov" (ahora regimiento de fines especiales de la GNU de Ucrania), desempeñó un papel decisivo en la liberación de Mariupol de los separatistas de 6 de mayo – 13 de junio de 2014. Durante la invasión militar de 2022, Azov, junto con guardias fronterizos y militares de la 36.ª Brigada de Infantería de Marina Independiente de la Armada de las FAU, participó en la defensa de la sitiada Mariupol y en el enfrentamiento en Azovstal. El 20 de mayo, en el 86.º día de bloqueo de Mariupol, los restos de la guarnición, tras ponerse de acuerdo con la dirección de las FAU, cesaron la resistencia y se rindieron a las tropas rusas.
Los Batallones de voluntarios desempeñaron un enorme papel en los primeros meses de la fase caliente de la guerra en Donbas en 2014. Fue en gran parte gracias a los Dobrobats que lograron detener la ofensiva de separatistas y mercenarios rusos y preservar la integridad territorial y la soberanía de Ucrania en 2014-2021.
Desde el otoño de 2014, todos los Dobrobats están integrados en las estructuras de la Guardia Nacional o de las Fuerzas Armadas de Ucrania.

### Acontecimientos en Járkiv
En la noche del 7 al 8 de abril de 2014, Avákov dirigió personalmente el asalto al edificio de la Administración Estatal Regional de Járkiv, que había sido tomado el día anterior por separatistas y militantes llegados de Belgorod.
La operación especial se llevó a cabo plenamente dentro del marco legal: el día anterior se había firmado el decreto del presidente en funciones Oleksandr Turchínov sobre la realización de una operación antiterrorista en el territorio de Járkiv y la región de Járkiv.
El asalto al edificio de la administración municipal de Járkiv duró 17 minutos. No se utilizaron armas de fuego. Como resultado de la operación fueron detenidas 67 personas.
En 2020, Avákov publicó un libro sobre los acontecimientos ocurridos en Járkiv en la primavera de 2014 "2014. Momentos de la primavera de Járkiv", en el que publicó un documento único: "Plan para Járkiv y la región de Járkiv", el plan de los separatistas para apoderarse de la región de Járkiv y otros planes para apoderarse de las regiones orientales de Ucrania.

### Pasaportes biométricos para el régimen sin visados con los países de la UE
Avakov inició los esfuerzos del Ministerio del Interior para introducir pasaportes biométricos, uno de los requisitos previos para el régimen de exención de visados de Ucrania con la UE. Los primeros pasaportes se expidieron en enero de 2015.
En 2019, el ministerio de Avákov introdujo las primeras opciones de la aplicación móvil Diya), un servicio electrónico ucraniano de servicios públicos desarrollado por el Ministerio de Transformación Digital de Ucrania. Los primeros documentos digitales a los que se accedió a través de la app Diya fueron el permiso de conducir y el permiso de circulación. En 2020, las versiones electrónicas de los documentos de identidad y los pasaportes biométricos para viajar al extranjero estarán disponibles en la aplicación Diya.

### Causa del miembro de la Guardia Nacional Vitaliy Markiv
El 30 de junio de 2017 en Italia detenido un sargento mayor del comandante de la sección del batallón que lleva el nombre de Kulchitsky (unidad militar 3066) de la GNU Vitaly Markiv bajo sospecha de estar involucrado en la muerte del fotógrafo del ciudadano de Italia Andrea Rocchellia, ciudadano de la federación de Rusia Andrei Mironov en la ciudad de Slavyansk en mayo de 2014. Inmediatamente después de la detención de Markiv, Arsén Avákov declaró la inocencia del guardia nacional, la parcialidad del tribunal y el uso de pruebas falsas falsificadas por Rusia. Avákov inició una investigación separada por parte de la Policía Nacional de Ucrania, que llevó a cabo una serie de acciones de investigación y obtuvo pruebas de la inocencia del guardia nacional Vitaliy Markiv.
Durante todo el período del juicio de Markiv, de 2017 a 2020, el ministro Avákov supervisó su desarrollo, se reunió en repetidas ocasiones con representantes de la Embajada de Italia, asistió al trabajo de los abogados (según algunas fuentes - pagó por sus servicios) y asistió a todas las audiencias judiciales en Pavía (Italia) y Milán (Italia).
Avákov también estuvo presente en la vista del Tribunal de Apelación de Milán, que retiró todos los cargos contra Vitaliy Markiv. Al término de la última vista, Avákov promovió la inmediata puesta en libertad de Markiv y esa misma noche organizó su vuelo a Kiev en un vuelo chárter que él mismo pagó.

### Garantizar un proceso electoral justo y transparente en Ucrania
Durante el mandato de Avákov como ministro del Interior de Ucrania, la policía mantuvo sistemáticamente una posición equidistante de todos los candidatos y fuerzas políticas durante todas las campañas electorales.
En particular, en 2019, durante la campaña de las elecciones presidenciales, Avákov garantizó las primeras elecciones totalmente justas y transparentes en Ucrania.
Asimismo, por primera vez en el marco de la cooperación con la Red Civil OPORA, se celebraron sesiones de formación para la policía preventiva y los investigadores de la Policía Nacional de Ucrania para detectar y reprimir las infracciones en la campaña electoral.
La misma estrategia de trabajo del Ministerio del Interior y la Policía Nacional de Ucrania por iniciativa de Avákov se adoptó durante las campañas electorales de las próximas elecciones parlamentarias de Ucrania del 21 de julio de 2019 y las elecciones locales del 25 de octubre de 2019.

## Premios
- Economista de Honor de Ucrania (22 de junio de 2007)
- Orden «De méritos» del III grado (15.04.2016)
- Orden Nacional de la Legión de Honor (Francia) (09.06.2022)

## Obras publicadas
Arsén Avákov es autor de doce artículos científicos y una monografía que incluye:
- Circulación de pagarés: teoría y práctica / A.B. Avakov, G. I. Gaevoy, V. A. Beshanov et al - Kh.: Folio, 2000. - 382 p.;

- Faits saillants: Colección de artículos (abril 2005 - octubre 2006) / Arsen Avakov. - Járkiv, 2006. - 48 p.: ill;

- Acentos: Discursos, artículos, discursos, entrevistas, publicaciones (noviembre de 2004 - diciembre de 2006): colección de artículos / Arsen Avakov. - Járkiv: Páginas Doradas, 2007. - 464 p.: ill;

- Lenin con nosotros: artículo + carta por Internet / Arsen Avakov. - Járkiv: Páginas de Oro, 2008. - 100 p.: ill;

- Ayer y mañana / Arsen Avakov. - Járkiv: Páginas de Oro, 2008. - 48 p.;

- Estrategia de desarrollo socioeconómico de la región de Kharkiv para el período hasta 2015: Monografía - Járkiv: Editorial "INGEK", 2008 - 352 p.;

- ¿Está Lenin con nosotros? / Arsen Avakov - Járkiv: Folio, 2017. - 160 p.;

- Cuaderno verde / Arsen Avakov - Járkiv: Folio, 2018. - 160 p.;

- 2014. Momentos de la primavera de Járkiv / Arsen Avakov - Járkiv: Folio, 2020. - 288 p.

| Predecesor: Vitali Zajárchenko | Ministro del Interior 27 de febrero de 2014 - 15 de julio de 2021 | Sucesor: Denis Monastyrsky |